# Hekla

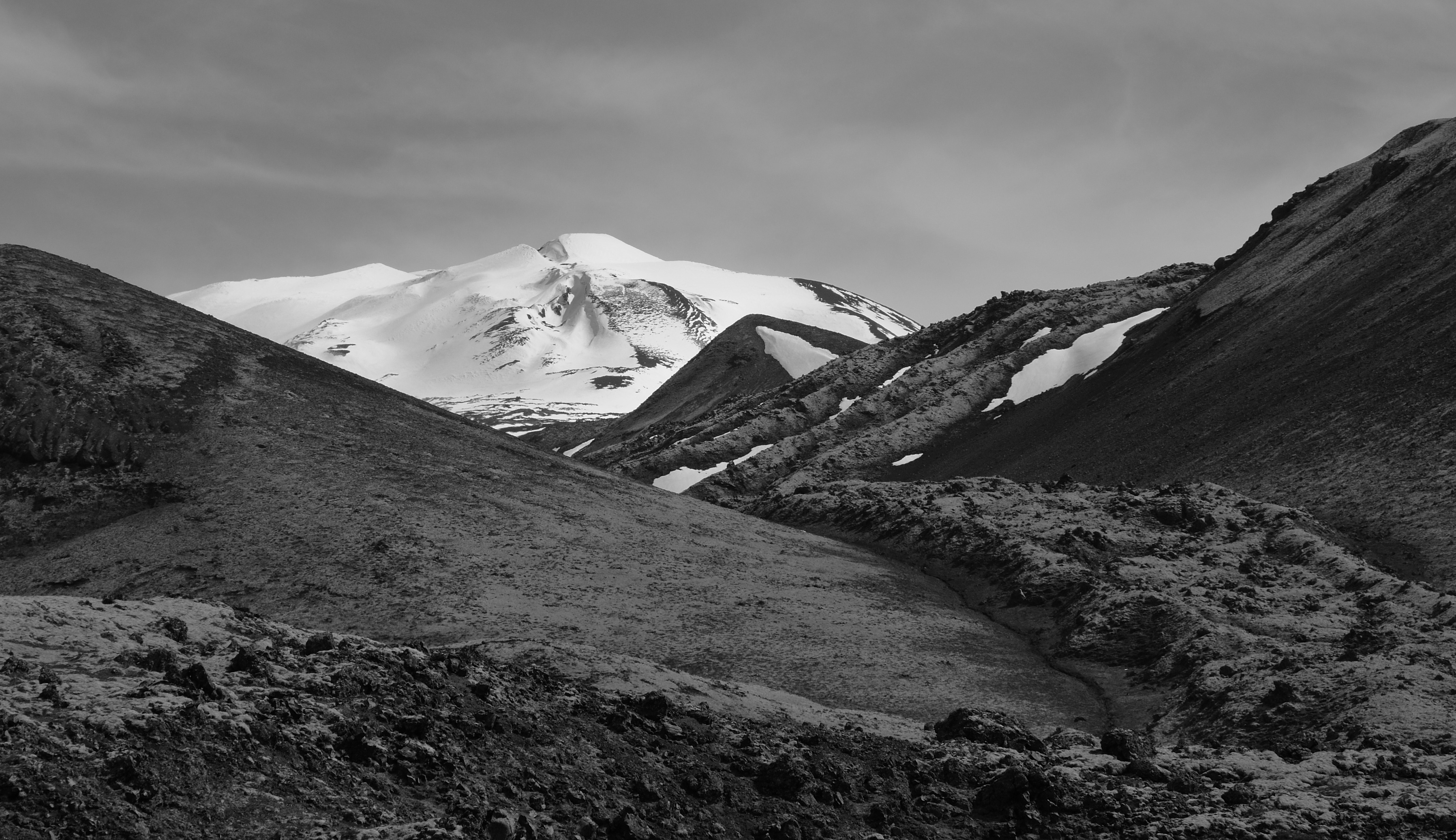
Hekla sett från lavafältet Pæla den 16 maj 2009. Lavafloden på bilden är från utbrottet 1947.

För andra betydelser, se Hekla (olika betydelser).
Hekla är en 1 491 meter hög vulkan på södra Island, och en av Islands mest aktiva. Det senaste utbrottet skedde 2000. Lava och aska från vulkanens cirka 20 utbrott, kända sedan år 1104, har täckt all tidigare vegetation och gjort landskapet sterilt.
Särskilt kraftiga anses utbrotten ha varit åren 1300, 1693 och 1766, där det sistnämnda varade i över två år. Utbrottet mellan den 29 mars 1947 och april 1948 ledde till en cirka nio kilometer lång lavaström med en areal på 30 km² och en uppskattad volym på 1 km³. Den 2 november 1947 omkom en av Islands främsta vetenskapsmän, Steinþór Sigurðsson, då han träffades av ett lavablock.
Tefralager från Heklas utbrott har spridits med vindar i atmosfären och har avsatts i torvmossar och sjöar på de brittiska öarna, norra Tyskland, Skandinavien och i Estland. Vissa av dessa lager är viktiga för datering med hjälp av tefrokronologi. 

## Heklas utbrott under den tid Island varit bebyggt
- 1104
- 1158
- 1206
- 1222
- 1300
- 1341
- 1389
- 1510
- 1597
- 1636
- 1693
- 1766
- 1845
- 1947
- 1970
- 1980
- 1981
- 1991
- 2000